# Fuerte Coligny
El Fuerte Coligny fue una antigua fortificación que se ubicaba en la antigua Isla de Serijipe (actual isla de Villegagnon), en el interior de la bahía de Guanabara, Brasil.
Esta fortificación fue el núcleo del asentamiento colonial francés conocido como Francia Antártica (1555-1560) bajo el mando de Nicolas Durand de Villegagnon. Su nombre fue un homenaje a Gaspar II de Coligny.